# Hans von Zois
Hans von Zois (* 14. November 1861 in Graz; † 5. Jänner 1924 ebenda; eigentlicher Name Johann Gustav Adolf Freiherr Zois von Edelstein) war ein österreichischer Komponist.
Zois studierte in Graz Musik bei Ferdinand Heinrich Thieriot und in Wien am Konservatorium. Er lebte in Graz und komponierte dort Opern und Operetten, darüber hinaus auch Instrumentalwerke und Vokalwerke. Sein Grab befindet sich auf dem Stadtfriedhof St. Peter.

## Werke

### Opern und Operetten
- Der Venezianer, Operette in zwei Akten; 1887[1] oder 1893[2]
- Columbine, Operette in drei Akten; Libretto: Bernhard Buchbinder; 12. November 1887, Graz[3]
- Der Jakobiner, Operette in einem Akt; 1888[1] oder 1890[2]
- Clotildens Hochzeit, 1898[2]
- Salamanca, Romantische Volksoper in drei Akten; Libretto: Ferdinand Stechauner; vermutlich 1902[3]
- Dankos Glück[3]
- Höhere Töchter; 1920[3][2]
- Cleopatra[3]
- Der Königsdiamant[3]
- Der Kapitän[3]
- Morgenrot; nicht aufgeführt[3]

### Ballette
- Erlkönig; 1900[2]
- Liebesrache; 1910[2]

### Instrumentalwerke
- Dorfscenen: Cyclus von Clavierstücken, Op. 125
- Zigeuner-Ständchen: für Violine mit Clavierbegleitung, Op. 71
- Vision; für Militärorchester, 1902 (für Blasorchester)
- Alexander-Girardi-Marsch